# Aimpoint CompM2

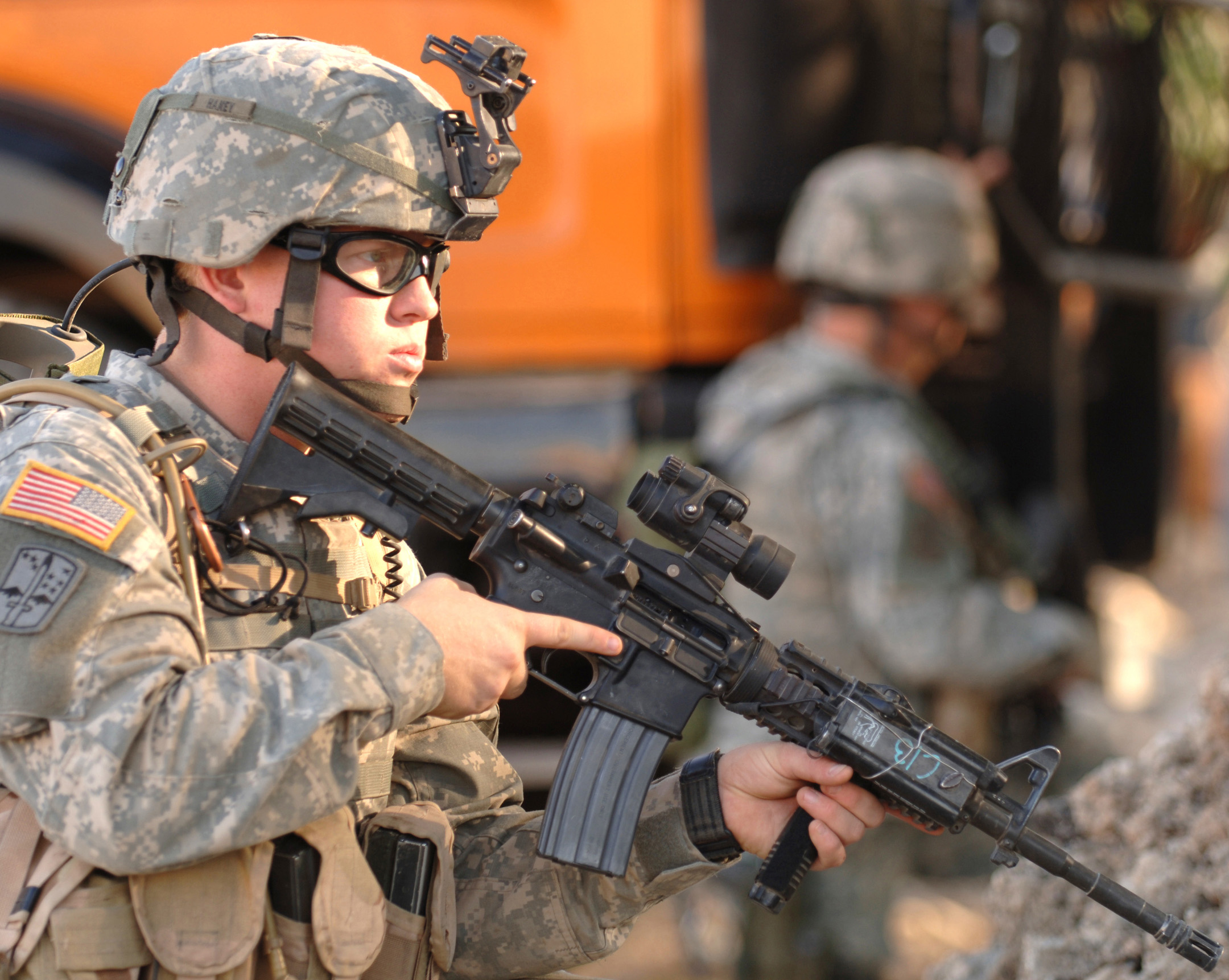
Ein GI mit einem M4-MWS-Karabiner und montiertem CompM2

Das Aimpoint CompM2 ist ein Reflexvisier ohne Zoom des schwedischen Herstellers Aimpoint AB.
Es ist in der US-Armee Standard. Es wird dort als M68 Close Combat Optic (M68 CCO; NSN: 1240-01-411-1265) oder auch als M68 Aimpoint bezeichnet. Es wurde speziell für die M16/M4-Familie konzipiert, kann aber auch für andere Gewehre mit der Picatinny-Schiene verwendet werden. Der Zielpunkt ist auch mit Nachtsichtgeräten, Zielfernrohren und Schutzbrillen kompatibel.

## Übersicht
Das Visier ist bis zu 25 Meter Wassertiefe wasserdicht und läuft mit einer 3 Volt Lithium-Batterie des Types 2L76 oder DL1/3N. Die Helligkeit des Punktes ist einstellbar für bessere Sichtbarkeit oder längere Haltbarkeit der Batterie.
Das M68 ist bei einer Entfernung von ca. 50 Meter parallaxefrei. Das heißt, dass der Rotpunkt unabhängig von der Position des Auges immer auf das Ziel zeigt. Je näher aber das Ziel ist, desto mehr weicht der Rotpunkt vom eigentlichen Ziel ab.

## Abmessung
| Kenngröße         | Daten           |
| ----------------- | --------------- |
| Länge             | 130 mm (5,1 in) |
| Breite            | 55 mm (2,2 in)  |
| Höhe              | 55 mm (2,2 in)  |
| Einbauring Breite | 30 mm (1,2 in)  |